# تپه قلعه گبری (مشهد)
تپه قلعه گبری؛ نام تپه‌ای باستانی مربوط به دورهٔ تاریخی است و در شهرستان مشهد، بخش مرکزی، دهستان تبادکان، ۵۰۰ متری جنوب روستای جغری واقع شده و این اثر در تاریخ ۲۷ اسفند ۱۳۸۶ با شمارهٔ ثبت ۲۲۳۰۷ به‌عنوان یکی از آثار ملی ایران به ثبت رسیده‌است.